# The Broads
The Broads er et netværk af floder og indsøer i Norfolk og Suffolk i England. Den nordlige del er kendt som Norfolk Broads, og den sydlige som Suffolk Broads. Området ligger mellem kystbyerne Great Yarmouth og Lowestoft og indlandsbyen Norwich.
The Broads fik i 1988 en særlig beskyttelsesstatus, som sætter området på samme niveau som nationalparkerne. Forskellen fra andre nationalparker er, at det er grevskaberne, der har defineret denne park, som dermed ikke hører under staten. Broads Authority blev oprettet i 1989 for at drive parken.
Det totale areal er 303 km², hvoraf det meste ligger i Norfolk. Det er mere end 200 km farbare vandveje, fordelt på syv floder og omkring 50 søer. Kun tretten søer er åbne for almindelig færdsel, mens tre andre har sejlbare kanaler. Om efteråret og vinteren er der restriktioner på færdsel i dele af området.
The Broads har givet navn til det administrative distrikt Broadland.